# My Date with the President's Daughter
My Date with the President's Daughter is een Amerikaanse televisiefilm uit 1998 onder regie van Alex Zamm.

## Verhaal
Hallie heeft een vloek, ze is de dochter van de president van de Verenigde Staten. Dan komt er ook bij dat het het jaar van de verkiezingen is. Het enige wat ze wil is uitgaan met een date. Gelukkig heeft de gekke Duncan hetzelfde doel als Hallie. Wanneer ze eindelijk tot hun date komen volgen er een reeks incidenten die weleens schade zouden kunnen veroorzaken aan hun relatie... en de nationale veiligheid.

## Rolverdeling
| Acteur                  | Personage                 |
| ----------------------- | ------------------------- |
| Dabney Coleman          | President George Richmond |
| Will Friedle            | Duncan Fletcher           |
| Elisabeth Harnois       | Hallie Richmond           |
| Mimi Kuzyk First        | Lady Carol Richmond       |
| Wanda Cannon            | Rita Fletcher             |
| Jay Thomas              | Charles Fletcher          |
| Oliver Becker           | Cell Guard                |
| David Blacker           | Redneck #1                |
| Marium Carvell          | Duncan's Teacher          |
| Paulo Costanzo          | Arthur                    |
| Neil Crone              | Agent Kelly               |
| Nicole de Boer          | Bonnie                    |
| Diane Douglass          | Phillis                   |
| Joel Gordon             | Curtis                    |
| Howard Jerome           | Larry                     |
| Chantal Leblanc-Everett | Tracy Fletcher            |